# Loi de Taeye
La loi de Taeye est une loi fédérale belge qui a été édictée en 1948 sous le gouvernement Spaak III. 
Elle a été mise en œuvre dans le but de faciliter l'acquisition de logements sociaux pour des familles détenant des revenus modestes.            

## Contexte
Sur le plan historique, la loi de Taeye s'inscrit dans la continuité de ce qui avait été initié le 9 août 1889 inaugurant la politique sociale du logement. C'est en 1889 que le Gouvernement belge a pris pour la première fois la décision d'intervenir dans la politique du logement en prévoyant de l'aide à l'accession de la propriété ainsi que la création de sociétés prévoyant la mise en place de logement sociaux. Cependant, en 1912, une commission d’enquête révéla que les mesures prises par cette loi étaient en réalité inefficaces par rapport au but poursuivit puisqu'elles ne touchaient pas vraiment les populations les plus démunies. 
En 1919, une autre loi a donc été mise en place dans le but de faciliter l'accès à la propriété pour les classes moyennes et ouvrières.
C'est véritablement en 1948, à la suite de la Seconde Guerre mondiale que de nombreux facteurs économiques et politiques vont se réunir pour créer un climat propice à l’émergence de la loi de Taeye. 
Du point de vue politique, le marché du logement fut la préoccupation de plusieurs idéologies politiques influentes à cette époque. La loi de Taeye fut le fruit d'un compromis entre deux grandes d'entre elles: le mouvement socialiste et catholique. Tous deux ont une vision antagoniste en matière de logement puisque les socialistes privilégiaient les grands immeubles à appartements collectifs tandis que dans la conception catholique, la maison individuelle dans laquelle vit une famille en toute autonomie devait constituer la base de la société. C'est en contrepartie de la loi de Taeye que fut adopté la loi de Brunfaut de 1949 voulue par les socialistes qui avait pour but de favoriser les constructions d'habitations sociales et d'instruments collectifs. La loi de Taeye fut donc le fruit d'une campagne de démocrates chrétiens désireux de favoriser la construction d'habitations privées hors des villes, dans les campagnes où les terrains nécessaires à la construction se libéraient à la suite du lotissement de plusieurs surfaces agricoles. 
De plus, c'est à partir des débats de 1914 que la politique du logement devint un élément essentiel de la reconnaissance des classes moyennes. On observe par ailleurs du côté des libéraux de l'époque une volonté d'organiser une ségrégation entre les habitats ouvriers et bourgeois.   
Enfin, sur le plan économique, deux événements ont favorisé l’émergence de la loi de Taeye. Il y a d'une part et à la suite de la Seconde Guerre mondiale la mise en place d'instruments encourageants le crédit hypothécaire et d'autre part la mise en place de concepts keynésiens qui ont conduit à une croissance économique contribuant à l'investissement de l'état dans des biens de consommations durables, tels que les logements.    

## Contenu
La loi de Taeye est intitulée loi du 29 mai 1948 sur les primes à la construction et à l’acquisition d’habitations à bon marché et à l'acquisition de petites propriétés terriennes. Elle tient son nom d'Alfred De Taeye, député catholique de Courtrai et donne la possibilité à toute personne possédant des revenus modestes de devenir propriétaire de son habitation en octroyant des primes allant jusqu’à 90 % du coût de la construction. Elle contribue donc à encourager l'initiative privée d'une population à bas revenu. L’État intervient aussi en garantissant aux sociétés telles que la CGER (caisse Générale d'Épargne et de retraite institué en 1850) ou de la SNHBM (société nationale des habitations à bon marché) qu’elle leur remboursera chaque emprunt qui sera fait par les personnes à qui s’applique la politique de logement. En effet, près de 90 % des individus bénéficiant de cette prime de construction ne peuvent construire qu'avec des emprunts.  
Par son principe même, une politique de logement suppose indirectement que certaines couches de la population ne peuvent financer totalement ou partiellement le prix de leur logement. L’état interviendra donc en définissant différentes catégories de personnes qui seront prises en charge, selon leurs niveaux de besoin. Ici, les individus qui bénéficieront de cette prime de construction prévue par la loi de Taeye sont ceux qui possèdent d’ores et déjà d'un capital leur permettant de démarrer l'investissement
Par ailleurs, la loi de 1948 indiquait initialement qu’elle cesserait d’être en vigueur après les cinq années suivant sa publication, soit en 1953 ou dès la construction de la 50.000e habitation . Toutefois, un accord de principe a été mis en place entre les différents commissaires de la Chambre dans le but de rallonger la validité de cette loi et de supprimer la limitation à 50.000 habitations.  
Deux grandes objections ont été émises à l'égard de cette prorogation : 
- Premièrement, la CGER a eu des difficultés à honorer les demandes de prêts à la suite du succès de cette loi et à de nombreux retraits massifs qui ont été opérés à cause de la guerre et de la crise qui s'est ensuivi[8]. Cependant, les retraits n'étant que passagers et la pénurie d'habitation étant conséquente, la priorité a été mise sur la réponse à une demande de logement de plus en plus grandissante[8].
- La deuxième grande objection concernait les effets de cette loi, jugée inefficace puisqu'elle ne réglait pas la crise du logement dans les grandes agglomérations[8]. En effet, tous ces mécanismes faisant grimper les prix de la location à la suite de grandes adjudications rentrées dans la SNHBM défavoriseraient un grand nombre de populations qui devront faire face à cette crise. Néanmoins, le fait est que la construction d'habitations se fait plutôt dans les campagnes et villages où le prix est beaucoup moins élevé, ce qui contribue au contraire à soulager les grandes agglomérations[8].

## Conséquences de la loi
La loi De Taeye a permis de construire 100 000 maisons individuelles de son entrée en vigueur jusqu'en 1961.  
L’intervention du pouvoir public dans le logement est l’un des facteurs explicatifs de l’évolution du développement urbain actuel. En effet, la construction d'habitations privées hors des villes provoquèrent un nombre important de lotissement en bord de route. Bien plus tard, ceci a conduit à de gros problèmes contemporain de mobilité et d'aménagement du territoire. 
De plus, les prix de construction dans les grandes agglomérations étant élevés, les problèmes de mobilité sont très vite arrivés en ce qui concerne les populations les plus pauvres vivant dans des villages et campagnes éloignées. En outre, de nombreuses familles ont dû vendre leurs maisons construites à l'aide de cette prime car elles ne pouvaient plus payer les emprunts qu'elles avaient contractées à cause du chômage et de la crise. Cela dissuada de nombreuses personnes à s'aventurer dans cette affaire et cela eut pour conséquence que de nombreuses sociétés de construction se sont retrouvées sans acheteurs.
Tous les propriétaires-occupants ne vivent pas nécessairement dans une situation idéale mais la politique sociale-démocrate d’accès au logement de qualité a incontestablement permis à des générations d’ouvriers qualifiés et d’employés de faciliter et d’accélérer leur ascension sociale, favorisant leurs promotion personnelle, mais aussi le développement de la société capitaliste et libérale. Malgré leurs imperfections, les politiques de logement engagées depuis 1889 ont contribué à améliorer sensiblement les conditions de logement d'un plus grand nombre d'individus. 
La politique de logement qui a été développée en Belgique ne se limite pas à une politique d’assistance ou une redistribution entre classes sociales. C’est ainsi que le logement est d’abord apparu comme un moyen efficace de donner une réponse à la question ouvrière puis il s’est orienté avec l’émergence des couches moyennes, sur une logique de promotion plus que d’assistance en permettant aux familles de pouvoir accéder à un modèle d’habitat bien défini .   
Le logement social est apparu comme une manière implicitement paternaliste de venir en aide aux personnes défavorisées sur un mode profondément apolitique .